# Графічна комунікація
Графічна комунікація — це комунікація за допомогою графічних елементів. Вона включає такі символи, як гліфи та піктограми, зображення, такі як малюнки та фотографії.  Створення, виробництво та розповсюдження матеріалу, що містить слова та зображення для передачі даних, концепцій та емоцій . 
Сфера графічних комунікацій охоплює всі етапи графічних процесів від виникнення ідеї (дизайн, верстка та типографіка) до створення, обробки та розповсюдження готового результату.

## Огляд
Графічні комунікації зосереджуються на технічних аспектах виробництва та розповсюдження елементів візуальної взаємодії. Включаючи технічні аспекти, пов'язані з виробництвом матеріальних предметів: книг, журналів та упаковки, а також цифрових об'єктів: бюлетенів, інтерактивних програм, веб-сайтів, відео та VR.
Графічна комунікація включає передачу ідей, через малюнки, фотографії, слайди та ескізи . Малюнки планів і уточнень, приблизна карта — це все є графічною комунікацією.
Графічний дизайн зосереджується на розробці концептів і створенні візуальних елементів. Це включає в себе постійне поновлення знань про принципи дизайну, типографіки, редагування зображень, веб- та відеопродукції тощо
Будь-який графічний носій, що передає повідомлення, інструкцію чи ідею, бере участь у графічній комунікації. Однією з найпоширеніших форм графічної комунікації є малюнок .

## історія
У доісторичний період спілкування відбувалося візуально та на слух і включало дотик, рухи та жести. Найдавніша графіка — це наскельні малюнки та позначки на валунах, кістках, слоновій кістці та рогах. Були створені в період пізнього палеоліту від 40 000 до 10 000 років до нашої ери або раніше. Багато з них відіграли важливу роль у геометрії . Вони використовували графіку для представлення своїх математичних теорій, таких як теорема кола та теорема Піфагора .

## Теми графічного спілкування

### Графіка
Графіка — це показ ілюстративної інформації на певній поверхні, такій як стіна, полотно, екран комп'ютера, папір або камінь, для брендування, інформування, чи розваги. Прикладами є фотографії, малюнки, штрихові малюнки, графіки, діаграми, типографіка, числа, символи, геометричні малюнки, карти, інженерні креслення чи інші зображення . Графіка часто поєднує текст, ілюстрації та колір . Графічний дизайн може складатися з їх комбінації або розташування тільки шрифтів, як у брошурі, листівці, плакаті, веб-сайті чи книзі без будь-яких інших засобів. Метою може бути чіткість чи легка впізнаваність або вибудова асоціацій з іншими культурними елементами, задля дотримання характерного стилю.

### Комунікація
Комунікація — це процес передання інформації через певні носії. І вимагає, щоб усі сторони мали спільну точку комунікації. Існують вербальні засоби, такі як розмова, спів і іноді тон голосу, і невербальні, фізичні засоби, такі як мова тіла, мова жестів, парамова, дотик, зоровий контакт за допомогою письма . Спілкування — процес, за допомогою якого ми призначаємо та передаємо інформацію. Цей процес вимагає величезної кількості навичок слухання, спостереження, мовлення, опитування, аналізу та оцінювання. Якщо ви використовуєте спілкування, це розвиває і покращує всі сфери життя. Саме за допомогою спілкування відбувається співпраця.

### Візуальна комунікація
Візуальна комунікація, як випливає з назви, — це комунікація за допомогою візуальної інформації. Передача ідей та інформації у формах, які можна прочитати або переглянути. Вона включає: знаки, типографіку, малюнки, графічний дизайн, ілюстрації, колір та електронні ресурси. Ця комунікація покладається виключно на зорові відчуття. Вона просуває ідею про те, що візуальне повідомлення з текстом має більшу інформативну силу. Немає загальноприйнятих принципів краси та потворності. Існує безліч способів візуального представлення інформації, як-от жести, мова тіла, відео та телебачення. Термін візуальна презентація використовується для позначення фактичного представлення інформації. Останні дослідження в цій галузі були зосереджені на веб-дизайні та графічно орієнтованому зручності використання. Графічні дизайнери використовують методи візуальної комунікації у своїй професійній практиці.

### Комунікаційний дизайн
Комунікаційний дизайн — це поєднання дизайну та розробки інформації воно вивчає, як друковані, ручні, електронні засоби масової інформації чи презентації передають інформацію людям. Підхід до комунікаційного дизайну стосується не лише розробки повідомлення, а й естетики в медіа та створення нових медіа-каналів, щоб переконатися, що повідомлення досягнуло цільової аудиторії. Комунікаційний дизайн має на меті залучити, надихнути та мотивувати людей реагувати на повідомлення з метою сприятливого впливу на підсумкову діяльність органу, що вводить у дію, що може полягати у створенні бренду, збільшенні продажів або гуманітарних цілях. Його процес передбачає стратегічне бізнес- мислення, використання маркетингових досліджень, креативність і вирішення проблем .

### Графічний дизайн
Термін графічний дизайн може стосуватися ряду художніх, які зосереджені на візуальній передачі даних та показі їх. Використовуються різні методи створення та комбінування символів, зображень та/або слів для створення візуальної презентації ідей та повідомлень. Графічний дизайнер використовує типографіку, образотворче мистецтво та техніку page layout, щоб отримати кінцевий результат. Графічний дизайн часто посилається як до процесу (проектування), за допомогою якого встановлюється комунікація, так і до продуктів (дизайнів), які створюються.
Загальне використання графічного дизайну можна знайти в журналах, рекламі, упаковці продуктів і веб-дизайні. Наприклад, пакування продукту включає логотип або інший символ, текст і елементи дизайну, такі як форми та колір, які об'єднують виріб. Композиція є одним з найважливіших прийомів графічного дизайну, особливо коли використовуються вже існуючі матеріали або різноманітні елементи.